# Роджър Глоувър
Роджър Дейвид Глоувър (на английски: Roger David Glover) е уелски рок-китарист-басист, композитор и музикален продуцент. Роден е на 30 ноември 1945 г. в Брекън, Уелс в семейството на Нормън и Бренда Глоувър.

## Биография
Когато е на девет годишна възраст семейството му се премества в Лондон. Родителите му отварят бар, в който свирят различни оркестри. Роджър обича музиката и сам опитва да свири на китара. През 1960 г. семейството му се премества в град Пинър, графство Мидълсекс. Тук Роджър свири в училищния състав. От 1963 г. учи във Висшето училище по изкуства в квартал Хорнси, Лондон. Започва да свири в училищния състав, който след неговото идване променя името си на Епизоуд Сикс (Episode Six).
През май 1965 г. към състава се присъединява и Иън Гилън. За него това е един доста напрегнат период. „Епизоуд Сикс“ е вече професионален състав. Честите репетиции и концерти отнемат много време, а трябва да се посещава и училището. Налага се да избира. Точно тогава три от песните на „Епизоуд Сикс“ са на добри позиции в класациите, освен това предстои турне в бившата ФРГ (днес Германия) и Ливан, затова Роджър не се колебае. С помощта на мениджърката си – журналистката Глория Бристоу групата тръгва по пътя към признанието. Плочите на „Епизоуд Сикс“ нямат особен успех, но на концертите, където музикантите правят истинско шоу, винаги цари добро настроение. В началото на 1969 г. те вече получават по 200 фунта на концерт, но приемат предложението с Иън Гилън да свирят в Дийп Пърпъл в името на по-обещаващо бъдеще.
След като прекарва четири години в „Дийп Пърпъл“ (през които издават едни от най-успешните си албуми – Deep Purple in Rock и Machine Head) Глоувър напуска групата и за известно време продуцира албуми на Джудас Прийст, Назарет и Elf. Освен това издава и два самостоятелни албума – The Butterfly Ball and the Grasshopper's Feast (1974) и Elements (1978). След това се присъединява към колегата си от „Дийп Пърпъл“ Ричи Блекмор и групата му Рейнбоу. С тях Глоувър записва пет албума, а в същото време работи с Дейвид Ковърдейл в първообраза на Уайтснейк. През 1984 г. Глоувър се заема отново към със соло кариерата си и издава Mask. През същата година „Дийп Пърпъл“ се събират отново и Глоувър се присъединява към тях и все още свири с тази група. През 1988 г., Гилън и Глоувър създават Accidentally on Purpose, като проект извън рамките на „Дийп Пърпъл“. През 2006 г., свири с Иън Гилън по време на краткото му турне. През 2002 г., Глоувър издава четвъртия си самостоятелен студиен албум Snapshot под името Roger Glover & The Guilty Party. В албума участват Рандал Брамблет (който е и съавтор на някои от песните) и дъщерята на Глоувър Гилиън. Следващия студиен албум If Life Was Easy е записан през 2007 г., но поради ангажименти на Глоувър с Пърпъл се очаква да излезе през юни 2011 г.

## Личен живот
По настоящем Глоувър живее в Шотландия с партньорката си Мириам. Тя му ражда момиче на 27 юни 2009 г. Музиканта е женен два пъти и има още една дъщеря Гилиън Глоувър (р. 1976) от първия си брак.
През 2004 г., уелска телевизия излъчва предаване за Глоувър наречено „Роджър Глоувър – произведено в Уелс“, което включва интервюта от Гилън, Пейс, майката на Глоувър Бренда и жена му Лесли.

## Дискография

### Самостоятелни албуми
- Let's Go To The Disco/Broken Man (сингъл) (1974 с Рей Фенуик; издаден под името Марлон)
- The Butterfly Ball and the Grasshopper's Feast (1974)
- Strawberry Fields Forever/Isolated Lady (сингъл) (1975 с Еди Хардин)
- Elements (1978)
- Mask (1984)
- Snapshot (2002)
- Close-Up (2008)
- Snapshot (2002)
- If Life Was Easy (2011)

### Албуми с „Дийп Пърпъл“
- Concerto for Group and Orchestra (1969)
- Deep Purple in Rock (1970)
- Fireball (1971)
- Machine Head (1972)
- Made in Japan (1972)
- Who Do We Think We Are (1973)
- Perfect Strangers (1984)
- The House of Blue Light (1987)
- Slaves & Masters (1990)
- The Battle Rages On (1993)
- Purpendicular (1996)
- Abandon (1998)
- Bananas (2003)
- Rapture of the Deep (2005)
- Now What?! (2013)
- Infinite (2017)
- Whoosh! (2020)
- Turning to Crime (2021)

### Албуми с „Рейнбоу“
- Down To Earth (1979)
- Difficult to Cure (1981)
- Jealous Lover EP (1981)
- Straight Between the Eyes (1982)
- Bent Out of Shape (1983)
- Finyl Vinyl (1986)

### Като Гилън и Глоувър
- Accidentally on Purpose (1988)

### С „Епизоуд Сикс“
- Put Yourself In My Place (1987)
- BBC Radio 1 Live 1998/1969 (1997)
- The Complete Episode Six (1994)
- Cornflakes and Crazyfoam (2001)
- Love, Hate, Revenge (2005)

Компилации от песни записани в периода 1964 – 69

### Като гост музикант
Списъкът включва само избрани участия.
- Джон Лорд – Gemini Suite Live (1970)
- Nazareth – Loud 'n' Proud (1973, Free Wheeler)
- Дан Маккафърти – Dan McCafferty (1975)
- Иън Гилън Бенд – Child In Time (1976)
- Дейвид Ковърдейл – White Snake (1977)
- Дейвид Ковърдейл – North Winds (1978)
- Иън Гилън – Naked Thunder (1997)
- Иън Гилън – Cherkazoo and Other Stories (1999)
- Gov't Mule – The Deep End, Volume 1 (2001)
- Gov't Mule – The Deepest End, Live In Concert (2003)
- Иън Гилън – Gillan's Inn (2006)

### Като музикален продуцент
- Рупърт Хайн & Дейвид МакАйвър – Pick Up A Bone (1971)
- Elf – Elf (1972, с Ийн Пейс)
- Spencer Davis Group – Living In A Back Street (1974)
- Хардин & Йорк, с Чарли МакКракън – Hardin & York, with Charlie McCracken (1974, само две песни)
- Elf – Carolina County Ball (1974)
- Elf – Trying To Burn The Sun (1975)
- Reflections – Moon Power/Little Star (сингъл) (1975)
- Strapps – Strapps (1976)
- Иън Гилън Бенд – Child In Time (1976)
- Рори Галагър – Calling Card (1976)
- Джудас Прийст – Sin After Sin (1976)
- Назарет – Razamanaz (1973)
- Назарет – Loud 'n' Proud (1974)
- Назарет – Rampant (1974)
- Strapps – Strapps (1976)
- Дейвид Ковърдейл – White Snake (1977)
- Дейвид Ковърдейл – Northwinds (1978)
- Барби Бентън – Ain't That Just the Way (1978)
- Джо Брийн – More Than Meets The Eye (1978)
- Grand Theft – Have You Seen This Band? (1978)
- Рейнбоу – Down to Earth (1979)
- Young & Moody – Devil Went Down To Georgia/You Can't Catch Me (сингъл) (1979)
- Young & Moody – All The Good Friends/Playing Your Game (сингъл) (1980)
- Michael Schenker Group – The Michael Schenker Group (1980)
- Рейнбоу – Difficult to Cure (1981)
- Рейнбоу – Straight Between the Eyes (1982)
- Рейнбоу – Bent Out of Shape (1983)
- Рейнбоу – Finyl Vinyl (1986)
- Pretty Maids – Jump The Gun (1990)
- Дийп Пърпъл – Slaves and Masters (1990)
- Дийп Пърпъл – The Battle Rages On (1993, ко-продуциран с Ром Панунцио)
- Дийп Пърпъл – Purpendicular (1996)
- Дийп Пърпъл – Abandon (1998)
- Дрийм Тиътър – Made In Japan (2006) (концертен кавър на албума със същото име на Дийп Пърпъл)
- Гилън & Глоувър – Red Handed (2007, допълнително продуциране)

### Филми и телевизионни появи
- 1976 The Butterfly Ball
- 1991 Deep Purple – Heavy Metal Pioneers
- 1995 Rock Family Trees, ep. 'Deep Purple
- 2000 100 Greatest Artists of Hard Rock
- 2002 Gov't Mule – Rising Low
- 2002 Classic Albums, ep. 'Deep Purple – Machine Head
- 2004 Roger Glover – Made in Wales
- 2006 Memo – Ivan Pedersen's 40 års karriere
- 2006 Brick by Brick: The Building of Gillan's Inn
- 2007 Ian Gillan – Highway Star: A Journey in Rock